# Polyvinylidenfluorid
Polyvinylidenfluorid (zkráceně PVDF) je termoplastový fluoropolymer vyráběný polymerizací vinylidendifluoridu.
Polyvinylidenfluorid se používá v oblastech, kde je nutná vysoká čistota a odolnost vůči rozpouštědlům, kyselinám, a uhlovodíkům. Jeho hustota 1,78 g/cm3 je nižší než u ostatních fluoropolymerů, jako například polytetrafluorethylenu.
Polyvinylidenfluorid může být vstřikován, lisován, či svařován. Využití má v chemickém, polovodičovém, a obranném průmyslu a v lékařství, a také při výrobě lithium-iontových akumulátorů. Vyrábí se rovněž v podobě pěny, která má využití v letectví a kosmonautice, a může být i materiálem pro 3D tisk. Při styku s potravinami o teplotě nižší než je jeho teplota rozkladu není toxický.
Práškový polyvinylidenfluorid se přidává do barev na kovy; tyto barvy dobře zachovávají své zbarvení. Použity byly na mnohých významných budovách, jako jsou Petronas Towers v Malajsii a Tchaj-pej 101 na Tchaj-wanu.
Membrány z PVDF se používají při western blotování ke znehybňování bílkovin, kde se využívá jejich nespecifická afinita k aminokyselinám.
PVDF bývá také součástí uhlíkových elektrod superkondenzátorů a dalších elektrochemických zařízení.

## Výroba

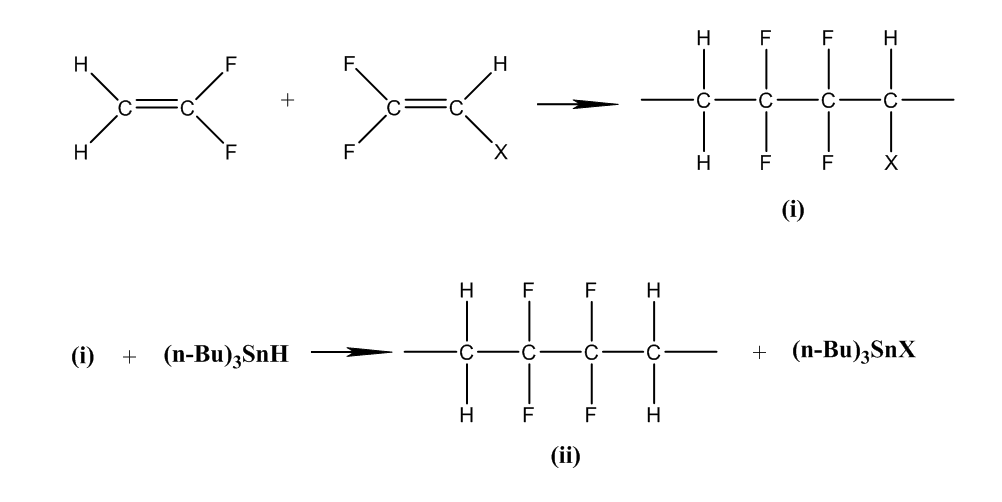
Výroba regiospecifického polymeru

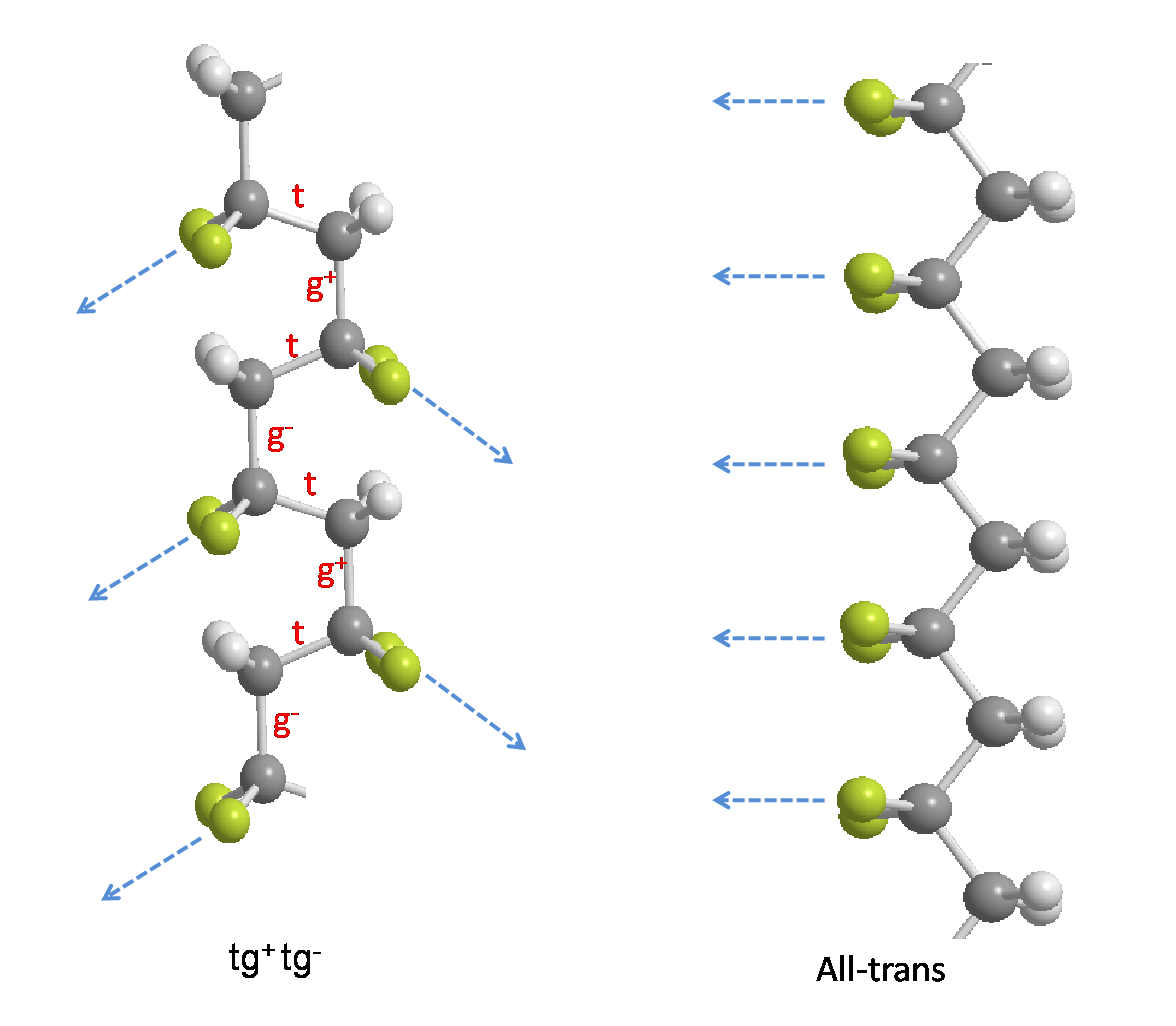
Dva nečastější izomery PVDF, vlevo je znázorněn tg^{+}tg^{−} a vpravo all trans, fluor je vyznačen žlutě, vodík bíle, a uhlík šedě.

Nejjednodušším způsobem výroby PVDF je radikálová polymerizace vinylidenfluoridu (VF2), která ale není dostatečně regiospecifická. Asymetrická struktura VF2 způsobuje, že se při polymerizaci vytváří různé izomery.

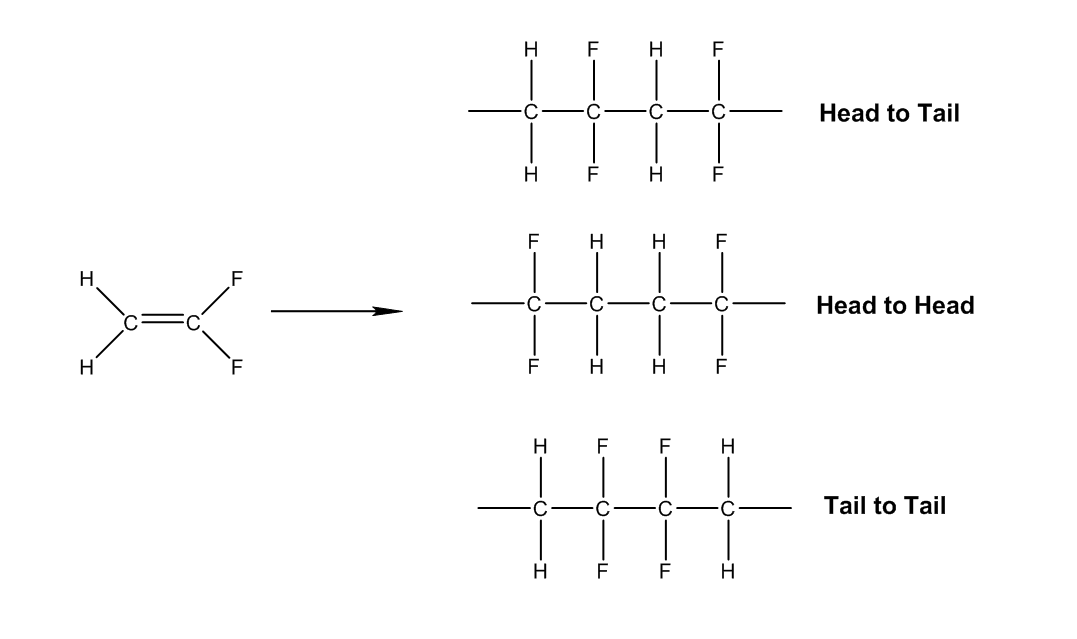
Tři izomery polyvinylidenfluoridu

K dosažení lepší regiospecificity lze použít kopolymerizaci. Jedním ze způsobů je zapojení prekurzorového polymeru vzniklého kopolymerizací VF2 s 1-chlor-2,2-difluorethenem (CVF2) nebo 1-brom-2,2-difluorethenem (BVF2). Chlorované či bromované monomery jsou na CF2 uhlících atakovány narůstajícími radikály –CH2CF2∙. Po redukční dehalogenaci tri-n-butylcínem se v polymeru vytváří jednotky VF2 s obrácenou konfigurací, a vytváří se tak jediný regioizomer PVDF.

## Vlastnosti
V roce 1969 byl u PVDF pozorován piezoelektrický jev, s piezoelektrickým koeficientem (při použití tenkých vrstev) 6–7 pC/N, přibližně 10 krát vyšší, než byl pozorován u jakéhokoliv jiného polymeru.
Teplota skelného přechodu (Tg) má u polyvinylidenfluoridu hodnotu přibližně −35 °C. PVDF vytváří několik forem, odlišujících se konformacemi, α, β, γ, δ, a ε. Konformace α a ε nejsou piezoelektrické, protože mají opačně rovnoběžné uspořádané dipóly. Izomery β, γ, a δ vykazují souhlasně rovnoběžné dipóly, čímž v jejich krystalech vzniká nenulový dipólový moment. Fáze β se vyznačuje výraznou zůstatkovou polarizací a největším dipólovým momentem na jednotkovou buňku.
PVDF může být také feroelektrický, což jej činí vhodným pro čidla a elektrické články.
Na rozdíl od jiných piezoelektrických materiálů, jako je zirkoničitan-titaničitan olovnatý (PZT), má PVDF zápornou hodnotu d33, takže se při vystavení určitému elektrickému poli smršťuje tam, kde se ostatní materiály rozpínají, a naopak.

### Tepelné vlastnosti
PVDF vystavený po 10 let teplotě 150 °C a nevykazoval žádné známky tepelného nebo oxidačního rozkladu. Pryskyřice založené na PVDF jsou stálé i při 375 °C.

### Chemická odolnost
PVDF patří k chemicky nejodolnějším termoplastům. Velmi dobře odolává:
- slabým i silným kyselinám
- roztokům iontových solí
- halogenovaným sloučeninám
- uhlovodíkům
- aromatickým rozpouštědlům
- alifatickým rozpouštědlům
- oxidačním činidlům
- slabým zásadám

### Chemická citlivost
PVDF, podobně jako další fluoropolymery, je chemicky citlivý na následující látky:
- silné zásady, žíraviny
- estery
- ketony

## Výroba a zpracování
PVDF se vyrábí radikálovou nebo řízenou radikálovou polymerizací vinylidenfluoridu. Zpracovávat jej lze litím nebo z roztoku; dají se z něj též vyrobit Langmuirovy–Blodgettovy filmy. Při zpracovávání z roztoku se jako rozpouštědla nejčastěji používají dimethylformamid a těkavější butanon. Při emulzní polymerizaci ve vodě se používá jako tenzid, usnadňující rozpouštění monomeru, kyselina perfluornonanová. Oproti ostatním fluoropolymerům je jeho zpracovávání tavením snadnější, protože má poměrně nízkou teplotu tání, okolo 177 °C.
Zpracovávaný materiál je obvykle v nepiezoelektrické alfa formě, k přeměně do piezoelektrické formy beta musí být natahován nebo žíhán; při výrobě tenkých vrstev (o mikrometrových tloušťkách) jsou ale zbytková napětí mezi vrstvou a jejím substrátem dostatečně velká, aby sama mohla vyvolat přechod na beta-PVDF.
K získání piezoelektrické odpovědi je třeba materiál nejprve polarizovat silným elektrickým polem, většinou je nutná intenzita přesahující 30 MV/m. Povlaky (zpravidla mající tloušťky >100 μm) musí být před polarizováním a v jeho průběhu zahřívány, většinou na 70–100 °C.
Byla popsána kvantitativní defluorace polyvinylidenfluoridu, vhodná pro bezpečné zpracování odpadů z této látky.

## Použití

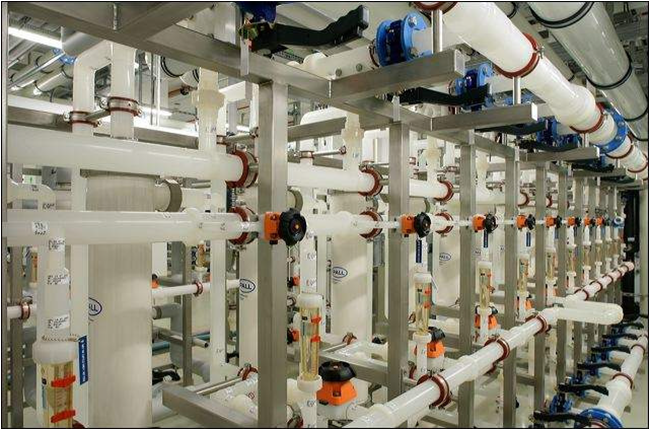
Polyvinylidenfluoridové potrubí na přepravu ultračisté vody

PVDF má široké možnosti využití, podobně jako další fluoropolymery. Používá se například:
- při chemickém zpracovávání
- v elektrických článcích a elektronice
- ve zdravotnictví a farmacii
- v biomedicínském výzkumu
- při nakládání s ultračistými látkami
- při skladování jaderného odpadu
- v ropném průmyslu
- ve zpracovávání potravin a nápojů.

### Elektrická a elektronická využití
PVDF se používá jako izolant na elektrických vodičích, kde se využívá jeho ohebnost, nízká hmotnost, nízká tepelná vodivost, a tepelná odolnost. Většina drátů v ovíjených a plošných spojích se izoluje pomocí PVDF.
Piezoelektrické vlastnosti PVDF se uplatňují ve výrobě zařízení, jako jsou tenzometry. Piezoelektrické panely z polyvinylidenfluoridu jsou součástí přístroje sondy New Horizons měřícího hustotu prachu ve vnější části Sluneční soustavy.
PVDF je používán i jako součást kompozitních elektrod v lithium-iontových akumulátorech. 1−2% roztok PVDF v N-methyl-2-pyrrolidin-2-onu se smíchá s aktivním ukládacím materiálem, jakým je materiál například grafit, křemík, cín, LiCoO2, LiMn2O4, nebo LiFePO4 a vodivou přísadou, například uhlíkovou černí nebo uhlíkovými nanovlákny. Vzniklá směs se nanáší na kovový povrch, následně se odpaří rozpouštědlo. PVDF se používá, protože je chemicky netečný vůči všem používaným složkám a nereaguje s elektrolytem ani s lithiem.

### V biomedicíně
PVDF má využití v imunoblotování jako materiál na syntetické membrány (o velikosti pórů obvykle 0,22 nebo 0,45 μm), na které se působením elektrické síly zachytávají proteiny. Jelikož je PVDF odolný vůči rozpouštědlům, tak lze tyto membrány používat opakovaně. Polyvinylidenfluoridové membrány mohou mít i další biomedicínská využití v zařízeních pro membránovou filtraci. Díky odolnosti vůči vysokým teplotám a korozi a minimálnímu vázání na proteiny jej činí využitelným pro přípravu sterilizačních filtrů a filtrů na přípravu vzorků pro analytické metody jako je vysokoúčinná kapalinová chromatografie, kde i malé shluky hmoty mohou poškodit citlivé a nákladné přístroje.

### Ostatní použití
Z PVDF se vyrábějí rybářské vlasce, sloužící jako náhražky nylonových. Mají tvrdší povrch, a jsou tak odolnější vůči obrušování a rybím zubům. Polyvinylidenfluorid má nižší index lomu než nylon, čímž je pro ryby hůře viditelný, v důsledku vyšší hustoty se také rychleji potápí.

## Kopolymery
Kopolymer polyvinylidenfluoridu a hexafluorpropenu bývá součástí umělých trávníků.
Kopolymery PVDF, jako jsou P(VDF-trifluorethen) P(VDF-tetrfluorethen), mají piezoelektrická a elektrostrikční využití. Zlepšují piezoelektrickoou odpověď změnou krystalové struktury materiálů.
Jednotkové struktury kopolymerů jsou méně polární než čistý PVDF, kopolymery ale bývají mnohem více krystalické, což vede k výraznějším piezoelektrickým vlastnostem: d33 u P(VDF-TFE) může být až −38 pC/N, zatímco u čistého PVDF činí −33 pC/N. 

### Terpolymery
Mezi nejpoužívanější terpolymery (kopolymery obsahující tři různé monomery) PVDF patří P(VDF-TrFE-CTFE) a P(VDF-TrFE-CFE). Vyrábějí se náhodným napojováním třetího monomeru (chlortrifluorethenu) do řetězce kopolymeru P(VDF-TrFE) (který je sám o sobě feroelektrický). Náhodné navazování CTFE na P(VDF-TrFE) narušuje uspořádání feroelektrické polární fáze, což vede k tvorbě nanopolárních domén. Po zavedení elektrického pole tyto domény změní konformace na all-trans; v důsledku toho se vytvoří velké elektrostrikční napětí a relativní permitivita materiálu je okolo 50.